# デビスカップ
デビスカップ (英: Davis Cup, 英語発音: /ˈdeɪvɪs kʌp/) は、1900年から毎年行われている男子テニスの国別対抗戦。略称はデ杯。原音では「デイヴィス・カップ」に近い発音であるが、歴史的理由によりデビスカップと呼称される。
名称は優勝杯を大会に寄贈したドワイト・デービスにちなむ。かつてはNECが協賛をつとめていたが、2019年予選大会まではBNPパリバがつとめており、「Davis Cup by BNP Paribas」の名で開催されていた。2019年決勝大会から22年ファイナルズまでは楽天がタイトルスポンサーとなり、「Davis Cup by Rakuten」の名で開催されていた。
なお同等の女子テニス国別対抗戦は「ビリー・ジーン・キング・カップ」という別名称がついている。

## 大会の流れ
各国には代表選手4名が選出され、試合は3日間にわたって行われる。各試合は5セット・マッチで行う。第1日目はシングルス2試合、第2日目はダブルス、第3日目はシングルス2試合を行い、先に3試合を取った国の勝利となる。ただし、最終第5試合（シングルス）を待たずに一方の国が3勝を挙げて勝利が確定した場合、残った“消化試合”は3セット・マッチに短縮される。
また、開催国がサーフェスを決定することができる。開催国は、過去に対戦がないか、対戦が古すぎる場合は抽選、それ以外の場合は両国が交互に開催することになる。そのため、開催国は自国に有利になるコート・サーフェスを用意する場合が多い。
例えば、クレー勝率9割超えのナダルを筆頭にクレーコーターの多いスペインはクレーを選択することが多い他、伝統的に速いコートが得意な選手の多いアメリカはハードコートを選択する場合が多い。逆にそれらを封じるために、相手の不得手とするコートをあえて選ぶ場合もある。ビッグサーバーの多い国(クロアチアなど)を相手にする場合は、サーブの威力の落ちるクレーコートを選択する、などがそれである。
出場国は種々の「グループ」に分かれる。頂点にいる「ワールドグループ」16か国は、1回戦からトーナメントを行う。ワールドグループ1回戦で敗退した国と、世界各地の「ゾーン」（例：欧州ゾーン、東洋ゾーンなど）の優勝国が、翌年のワールドグループ出場権をかけて「プレーオフ」を行う。ワールドグループ各会場の1回戦、2回戦、準決勝は原則として日程を同時に合わせることになっている。決勝は例年、12月初頭に行われ、ここでその年のデビスカップ優勝国が決まる。
しかし過密日程のためにトップ選手が参加しないことが増えたことから、2018年大会を最後にこの大会方式は行われていない。

### 構成 (2019年大会より)
ワールドグループの対戦方式に大きな変更があり、1か所で1週間かけて「デビスカップ・ファイナルズ」として開催されることとなった。2019年は18か国（国別ランキング上位6か国と、予選勝ち上がりの12か国）が3か国ずつ6つのグループに分かれてラウンドロビン方式で対戦し、各グループ1位の6か国、およびグループ2位のうち成績最上位の2か国が準々決勝に進み、以降はトーナメント方式となる。各国間の対戦はシングルス2試合・ダブルス1試合の計3試合となり、各試合は3セット・マッチで行われる。
| レベル | グループ                            | グループ                                    | グループ                                    | グループ                                     |
| ------ | ----------------------------------- | ------------------------------------------- | ------------------------------------------- | -------------------------------------------- |
| 1      | デビスカップ・ファイナルズ 18か国   | デビスカップ・ファイナルズ 18か国           | デビスカップ・ファイナルズ 18か国           | デビスカップ・ファイナルズ 18か国            |
| 2      | グループI アメリカゾーン 6か国      | グループI ヨーロッパ/アフリカゾーン 12 か国 | グループI ヨーロッパ/アフリカゾーン 12 か国 | グループI アジア/オセアニアゾーン 6か国      |
| 3      | グループII アメリカゾーン 6か国     | グループII ヨーロッパ/アフリカゾーン 12か国 | グループII ヨーロッパ/アフリカゾーン 12か国 | グループII アジア/オセアニアゾーン 6か国     |
| 4      | グループIII アメリカゾーン 変動あり | グループIII ヨーロッパゾーン 変動あり       | グループIII アフリカゾーン 変動あり         | グループIII アジア/オセアニアゾーン 変動あり |
| 5      |                                     |                                             |                                             | グループIV アジア/オセアニアゾーン 変動あり  |

### ATPポイント
| デビスカップ | デビスカップ | デビスカップ | デビスカップ | デビスカップ   | デビスカップ            | デビスカップ      |
| カテゴリー   | カテゴリー   | 試合勝利     | 試合敗北     | チームボーナス | パフォーマンス ボーナス | 合計              |
| ------------ | ------------ | ------------ | ------------ | -------------- | ----------------------- | ----------------- |
| シングルス   | プレーオフ   | 5 / 101      |              |                |                         | 15                |
| シングルス   | 1stラウンド  | 40           | 102          |                |                         | 80                |
| シングルス   | 準々決勝     | 65           |              |                |                         | 130               |
| シングルス   | 準決勝       | 70           |              |                |                         | 140               |
| シングルス   | 決勝         | 75           |              | 753            | 1254                    | 150 / 2253 / 2754 |
| シングルス   | 合計         | 500          |              | 500 to 5353    | 6254                    | 6254              |
| ダブルス     | プレーオフ   | 10           |              |                |                         | 10                |
| ダブルス     | 1stラウンド  | 50           | 102          |                |                         | 50                |
| ダブルス     | 準々決勝     | 80           |              |                |                         | 80                |
| ダブルス     | 準決勝       | 90           |              |                |                         | 90                |
| ダブルス     | 決勝         | 95           |              | 355            |                         | 95 / 1305         |
| ダブルス     | 合計         | 315          |              | 3505           |                         | 3505              |

2009～2015
注
チーム勝利確定後のデッドラバーはポイントに加算されない。 1stラウンド以上の試合で欠場した選手は前のラウンドのポイントを受け取る。 .
- 1 シングルス初日は5ポイント, 最終日は10ポイント。[2]
- 2 1stラウンドのみ, ライブラバーに出場して負けた選手は10ポイント。[2]
- 3 チームボーナスはライブマッチで年間7勝したシングルスプレイヤーに与えられる。[2]
- 4 パフォーマンスボーナスはライブマッチで年間8勝したシングルスプレイヤーに与えられる。なおこの場合チームボーナスは無くなる。[2]
- 5 チームボーナスは年間4勝した同じペアのダブルスチームに与えられる。[2]

## 大会の歴史
1900年にインターナショナル・ローンテニス・チャレンジとして第1回大会が行なわれた。ハーバード大学テニスチームの考案であった。第1回はボストンのロングウッド・クリケット・クラブで行なわれ、アメリカとイギリスが対戦し、アメリカが初代チャンピオンに輝いた。1904年以降は、前年優勝国と予選大会の優勝国が対戦するいわゆるアメリカスカップと同じ方式になった。
1923年からアメリカゾーンとヨーロッパゾーンに分けられ、それぞれの勝者がInter-Zonal Zone ("INZ")で対戦し、その勝者がディフェンディングチャンピオンと対戦する方式となる。
1940年から1945年にかけて、第二次世界大戦により大会が中止された。
1955年からはさらにイースタンゾーンが加わった。1966年にはヨーロッパゾーンがヨーロッパゾーンAとヨーロッパゾーンBに別れた。
1972年から勝ち残り式トーナメント方式となり前年の優勝者も全てのラウンドに参加することになった。
1981年から現在の方式が作られ、16の上位国からなるワールドグループとその他の地域別グループに分けられた。1989年からはタイブレーク制が導入された。
2019年からデ杯の大会制度が変わり、コスモス社のジェラール・ピケと三木谷浩史氏が25年間の支援を行う。1年間かけてトーナメント方式で世界最強国を決める方式から、11月の1週間で優勝を決める方式に変更される。
2020年大会は新型コロナウイルス感染症の世界的流行に伴い、2020年と2021年の2年がかりで行うことが決まった。

## デビスカップ日本代表
デビスカップ日本代表は初出場となる1921年のインターナショナル・ローンテニス・チャレンジで決勝進出。決勝ではアメリカに0勝5敗で、準優勝となった。
前制度の16か国によるワールドグループ制以降、日本は1981年、1985年、2012年、2014 - 2018年にワールドグループに進出している (それ以外はアジアグループ内又は入れ替え戦で敗退)。2019年はファイナルズに進出している。

## 歴代優勝国
| * | アウェーでの優勝 |

| 年      | 優勝               | スコア | 準優勝           |
| ------- | ------------------ | ------ | ---------------- |
| 1900    | アメリカ合衆国     | 3–0    | イギリス         |
| 1901    | アメリカ合衆国     | w/o    | イギリス         |
| 1902    | アメリカ合衆国     | 3–2    | イギリス         |
| 1903    | イギリス           | 4–1*   | アメリカ合衆国   |
| 1904    | イギリス           | 5–0    | ベルギー         |
| 1905    | イギリス           | 5–0    | アメリカ合衆国   |
| 1906    | イギリス           | 5–0    | アメリカ合衆国   |
| 1907    | オーストララシア   | 3–2*   | イギリス         |
| 1908    | オーストララシア   | 3–2    | アメリカ合衆国   |
| 1909    | オーストララシア   | 5–0    | アメリカ合衆国   |
| 1910    | オーストララシア   | w/o    | イギリス         |
| 1911    | オーストララシア   | 4–0    | アメリカ合衆国   |
| 1912    | イギリス           | 3–2*   | オーストララシア |
| 1913    | アメリカ合衆国     | 3–2*   | イギリス         |
| 1914    | オーストララシア   | 3–2*   | アメリカ合衆国   |
|         | 開催せず           | &—     | &—               |
| 1919    | オーストララシア   | 4–1    | イギリス         |
| 1920    | アメリカ合衆国     | 5–0*   | オーストララシア |
| 1921    | アメリカ合衆国     | 5–0    | 日本             |
| 1922    | アメリカ合衆国     | 4–1    | オーストララシア |
| 1923    | アメリカ合衆国     | 4–1    | オーストラリア   |
| 1924    | アメリカ合衆国     | 5–0    | オーストラリア   |
| 1925    | アメリカ合衆国     | 5–0    | フランス         |
| 1926    | アメリカ合衆国     | 4–1    | フランス         |
| 1927    | フランス           | 3–2*   | アメリカ合衆国   |
| 1928    | フランス           | 4–1    | アメリカ合衆国   |
| 1929    | フランス           | 3–2    | アメリカ合衆国   |
| 1930    | フランス           | 4–1    | アメリカ合衆国   |
| 1931    | フランス           | 3–2    | イギリス         |
| 1932    | フランス           | 3–2    | アメリカ合衆国   |
| 1933    | イギリス           | 3–2*   | フランス         |
| 1934    | イギリス           | 4–1    | アメリカ合衆国   |
| 1935    | イギリス           | 5–0    | アメリカ合衆国   |
| 1936    | イギリス           | 3–2    | オーストラリア   |
| 1937    | アメリカ合衆国     | 4–1*   | イギリス         |
| 1938    | アメリカ合衆国     | 3–2    | オーストラリア   |
| 1939    | オーストラリア     | 3–2*   | アメリカ合衆国   |
|         | 開催せず           | &—     | &—               |
| 1946    | アメリカ合衆国     | 5–0*   | オーストラリア   |
| 1947    | アメリカ合衆国     | 4–1    | オーストラリア   |
| 1948    | アメリカ合衆国     | 5–0    | オーストラリア   |
| 1949    | アメリカ合衆国     | 4–1    | オーストラリア   |
| 1950    | オーストラリア     | 4–1*   | アメリカ合衆国   |
| 1951    | オーストラリア     | 3–2    | アメリカ合衆国   |
| 1952    | オーストラリア     | 4–1    | アメリカ合衆国   |
| 1953    | オーストラリア     | 3–2    | アメリカ合衆国   |
| 1954    | アメリカ合衆国     | 3–2*   | オーストラリア   |
| 1955    | オーストラリア     | 5–0*   | アメリカ合衆国   |
| 1956    | オーストラリア     | 5–0    | アメリカ合衆国   |
| 1957    | オーストラリア     | 3–2    | アメリカ合衆国   |
| 1958    | アメリカ合衆国     | 3–2*   | オーストラリア   |
| 1959    | オーストラリア     | 3–2*   | アメリカ合衆国   |
| 1960    | オーストラリア     | 4–1    | イタリア         |
| 1961    | オーストラリア     | 5–0    | イタリア         |
| 1962    | オーストラリア     | 5–0    | メキシコ         |
| 1963    | アメリカ合衆国     | 3–2*   | オーストラリア   |
| 1964    | オーストラリア     | 3–2*   | アメリカ合衆国   |
| 1965    | オーストラリア     | 4–1    | スペイン         |
| 1966    | オーストラリア     | 4–1    | インド           |
| 1967    | オーストラリア     | 4–1    | スペイン         |
| 1968    | アメリカ合衆国     | 4–1*   | オーストラリア   |
| 1969    | アメリカ合衆国     | 5–0    | ルーマニア       |
| 1970    | アメリカ合衆国     | 5–0    | 西ドイツ         |
| 1971    | アメリカ合衆国     | 3–2    | ルーマニア       |
| 1972    | アメリカ合衆国     | 3–2*   | ルーマニア       |
| 1973    | オーストラリア     | 5–0*   | アメリカ合衆国   |
| 1974    | 南アフリカ共和国   | w/o*   | インド           |
| 1975    | スウェーデン       | 3–2    | チェコスロバキア |
| 1976    | イタリア           | 4–1*   | チリ             |
| 1977    | オーストラリア     | 3–1    | イタリア         |
| 1978    | アメリカ合衆国     | 4–1    | イギリス         |
| 1979    | アメリカ合衆国     | 5–0    | イタリア         |
| 1980    | チェコスロバキア   | 4–1    | イタリア         |
| 1981    | アメリカ合衆国     | 3–1    | アルゼンチン     |
| 1982    | アメリカ合衆国     | 4–1*   | フランス         |
| 1983    | オーストラリア     | 3–2    | スウェーデン     |
| 1984    | スウェーデン       | 4–1    | アメリカ合衆国   |
| 1985    | スウェーデン       | 3–2*   | 西ドイツ         |
| 1986    | オーストラリア     | 3–2    | スウェーデン     |
| 1987    | スウェーデン       | 5–0    | インド           |
| 1988    | 西ドイツ           | 4–1*   | スウェーデン     |
| 1989    | 西ドイツ           | 3–2    | スウェーデン     |
| 1990    | アメリカ合衆国     | 3–2    | オーストラリア   |
| 1991    | フランス           | 3–1    | アメリカ合衆国   |
| 1992    | アメリカ合衆国     | 3–1    | スイス           |
| 1993    | ドイツ             | 4–1    | オーストラリア   |
| 1994    | スウェーデン       | 4–1*   | ロシア           |
| 1995    | アメリカ合衆国     | 3–2*   | ロシア           |
| 1996    | フランス           | 3–2*   | スウェーデン     |
| 1997    | スウェーデン       | 5–0    | アメリカ合衆国   |
| 1998    | スウェーデン       | 4–1*   | イタリア         |
| 1999    | オーストラリア     | 3–2*   | フランス         |
| 2000    | スペイン           | 3–1    | オーストラリア   |
| 2001    | フランス           | 3–2*   | オーストラリア   |
| 2002    | ロシア             | 3–2*   | フランス         |
| 2003    | オーストラリア     | 3–1    | スペイン         |
| 2004    | スペイン           | 3–2    | アメリカ合衆国   |
| 2005    | クロアチア         | 3–2*   | スロバキア       |
| 2006    | ロシア             | 3–2    | アルゼンチン     |
| 2007    | アメリカ合衆国     | 4–1    | ロシア           |
| 2008    | スペイン           | 3–1*   | アルゼンチン     |
| 2009    | スペイン           | 5–0    | チェコ           |
| 2010    | セルビア           | 3–2    | フランス         |
| 2011    | スペイン           | 3–1    | アルゼンチン     |
| 2012    | チェコ             | 3–2    | スペイン         |
| 2013    | チェコ             | 3–2*   | セルビア         |
| 2014    | スイス             | 3–1*   | フランス         |
| 2015    | イギリス           | 3–1*   | ベルギー         |
| 2016    | アルゼンチン       | 3–2*   | クロアチア       |
| 2017    | フランス           | 3–2    | ベルギー         |
| 2018    | クロアチア         | 3–1*   | フランス         |
| 2019    | スペイン           | 2–0    | カナダ           |
| 2020–21 | ロシア・テニス連盟 | 2–0    | クロアチア       |
| 2022    | カナダ             | 2–0    | オーストラリア   |
| 2023    | イタリア           | 2–0    | オーストラリア   |
| 2024    | イタリア           | 2–0    | オランダ         |

## チーム別優勝
| 国                        | 優勝 | 準優勝 |
| ------------------------- | --- | --- |
| アメリカ合衆国            | 1900, 1902, 1913, 1920, 1921, 1922, 1923, 1924, 1925, 1926, 1937, 1938, 1946, 1947, 1948, 1949, 1954, 1958, 1963, 1968, 1969, 1970, 1971, 1972, 1978, 1979, 1981, 1982, 1990, 1992, 1995, 2007 (32) | 1903, 1905, 1906, 1908, 1909, 1911, 1914, 1927, 1928, 1929, 1930, 1932, 1934, 1935, 1939, 1950, 1951, 1952, 1953, 1955, 1956, 1957, 1959, 1964, 1973, 1984, 1991, 1997, 2004 (29) |
| オーストラリア            | 1907, 1908, 1909, 1911, 1914, 1919, 1939, 1950, 1951, 1952, 1953, 1955, 1956, 1957, 1959, 1960, 1961, 1962, 1964, 1965, 1966, 1967, 1973, 1977, 1983, 1986, 1999, 2003 (28)                         | 1912, 1920, 1922, 1923, 1924, 1936, 1938, 1946, 1947, 1948, 1949, 1954, 1958, 1963, 1968, 1990, 1993, 2000, 2001, 2022, 2023 (21)                                                 |
| フランス                  | 1927, 1928, 1929, 1930, 1931, 1932, 1991, 1996, 2001, 2017 (10) | 1925, 1926, 1933, 1982, 1999, 2002, 2010, 2014, 2018 (9) |
| イギリス                  | 1903, 1904, 1905, 1906, 1912, 1933, 1934, 1935, 1936, 2015 (10) | 1900, 1902, 1907, 1913, 1919, 1931, 1937, 1978 (8) |
| スウェーデン              | 1975, 1984, 1985, 1987, 1994, 1997, 1998 (7) | 1983, 1986, 1988, 1989, 1996 (5) |
| スペイン                  | 2000, 2004, 2008, 2009, 2011, 2019 (6) | 1965, 1967, 2003, 2012 (4) |
| イタリア                  | 1976, 2023, 2024 (3) | 1960, 1961, 1977, 1979, 1980, 1998 (6) |
| ロシア                    | 2002, 2006, 2020–21 (3) | 1994, 1995, 2007 (3) |
| 西ドイツ · ドイツ         | 1988, 1989, 1993 (3) | 1970, 1985 (2) |
| チェコスロバキア · チェコ | 1980, 2012, 2013 (3) | 1975, 2009 (2) |
| クロアチア                | 2005, 2018 (2) | 2016, 2020–21 (2) |
| アルゼンチン              | 2016 (1) | 1981, 2006, 2008, 2011 (4) |
| セルビア                  | 2010 (1) | 2013 (1) |
| スイス                    | 2014 (1) | 1992 (1) |
| カナダ                    | 2022 (1) | 2019 (1) |
| 南アフリカ共和国          | 1974 (1) | (0) |
| ルーマニア                | (0) | 1969, 1971, 1972 (3) |
| インド                    | (0) | 1966, 1974, 1987 (3) |
| ベルギー                  | (0) | 1904, 2015, 2017 (3) |
| 日本                      | (0) | 1921 (1) |
| メキシコ                  | (0) | 1962 (1) |
| チリ                      | (0) | 1976 (1) |
| スロバキア                | (0) | 2005 (1) |
| オランダ                  | (0) | 2024 (1) |

## 大陸別優勝
| 大陸       | 優勝 | 準優勝 |
| ---------- | ---- | ------ |
| ヨーロッパ | 47   | 50     |
| 北アメリカ | 32   | 30     |
| オセアニア | 28   | 19     |
| アフリカ   | 1    | 0      |
| 南アメリカ | 1    | 5      |
| アジア     | 0    | 4      |